# Ново село (област Стара Загора)
Вижте пояснителната страница за други значения на Ново село.
Ново село е село в Южна България. То се намира в община Стара Загора, област Стара Загора.

## География
Ново село е разположено почти в центъра на Сърнена Средна гора. Оградено е с ниски, заоблени върхове, които образуват две вериги.
Едната има форма на дъга, отворена на изток. Възвишенията в другата верига са подредени в почти права линия, разклоняваща се в южния край. В образуваната долина, с наклон от север на юг, протича новоселската река с два ръкава, които се събират в южния край на селото.

## Води
Село Ново село се намира на 15 километра северозападно от гр. Стара Загора и североизточно на 2.5 – 3 километра от Ст. минерални бани. През селото протичат две рекички, които в долния край на селото се събират в една и поемайки водите на „Аладжака“ дават начало на река която се влива в река Баненска. Водите и идват от няколко постоянни извора и дъждовната вода от петте дерета. Някога реката тече целогодишно, но от средата на миналия век започва да пресъхва през летните месеци.

## Землище на селото
На север новоселското землище стига до полигона Змейово, на изток и запад границата на землището върви по билата на възвишенията. Южна граница е шосето Старозагорски бани  Ст. Загора в участъка от хотел „Щастливците“ почти до втория мост след разклона за Ново село. Някога в землището на селото влизала гората Мешелика, там където сега са разположени хотели и почивни станции.

## Наименования и местности
Наименованията на местностите и върховете са смесени – някои са български, други са с турски произход. Когато се влиза в котловината от юг, по шосето, първият връх (отляво) се нарича Зънданджик (509 м) залесен почети изцяло с бор (името идва вероятно от „зандан-затвор“ затварящ входа на селото). На северозапад от Зънданджик се издига Башчалъка (636 м) името означава ветровито място. На северния край на веригата е Мечита. Този масив включва Големия Мечит (638 м), Малкия Мечит (610 м) и още две по-ниски възвишения, разположени пред тях. Големия Мечит не се вижда от селото, източно от него се намира Сакарджик (530 м). Тази част от Новоселското землище е богата на извори, изградени са три чешми. Изворът в местността Чанакая (каменната паничка) е каптиран и от него се захранват шестте селски чешми. Източната верига възвишения започва с връх Орлукая (Орлов камък). Той е най-висок 747 м. Разпознава се лесно по голямата скална стена. Следващият връх е Кузалан (693 м) името означава агнешка поляна – под най-високата точка на възвишението се простира обширно плато обрасло с люлякови храсти и сочна трева.